# Aires de Figueiredo Barbosa
Aires de Figueiredo Barbosa (auch: Ayres Barbosa oder Aires Barbosa; um * 1470 in Aveiro; †  20. Januar 1540 in Esgueira (Aveiro)) war ein iberischer Humanist, Gelehrter und Hochschullehrer an der Universität Salamanca.

## Leben und Wirken
Er war der Sohn von Fernando Barbosa (um * 1450) und Catarina Eanes de Figueiredo (um * 1450).
Zunächst studierte er an der Universität Salamanca und ging später nach Florenz um bei Angelo Poliziano seine Studien fortzusetzen. Nach Salamanca zurückgekehrt, begann er dort ab dem Jahre
1495 Griechisch und ab 1503 Rhetorik zu lehren. Er genoss einen guten Ruf als Gelehrter, so der portugiesische, neulateinischer Schriftsteller André de Resende (1498–1573). Barbosa  heiratete am 29. August 1508 die verwitwete Isabel Nieto († 1520). Die Familie hatte drei Kinder, eines aus erster Ehe Catarina de Figueiredo und zwei aus der neuen Partnerschaft Fernão Barbosa, Margarida Barbosa. Isabel Nietos erster Ehemann war Juan Suarez de Oviedo († 1506), Professor an der Universität von Salamanca.
Er schrieb mehrere Bücher über Lyrik, Literaturkritik und Grammatik, und in seiner wichtigsten Arbeit kommentierte er die Apostolische Geschichte von Arator.
Im Jahre 1523 erhielt er einen Ruf an den portugiesischen Hof, wo er für den Unterricht des Infanten und späteren Kardinals Afonso de Portugal verantwortlich wurde. Sein Nachfolger auf dem Lehrstuhl in Salamanca wurde Hernán Núñez de Toledo.

## Werke
- Obra Poética. (1517) Portvgaliae Monvmenta neolatina vol. XIII  Imprensa da Universidade de Coimbra Universidade de Aveiro
- Relectio de verbis obliquis. (1511)
- Relectio cui titulus Epometria. (1515)
- Relectio cui titulus prosodia et orthographia. (1517)